# Schwarzatalsperre
Die Schwarzatalsperre bzw. der Stausee Schwarzabruck (Schwarzabecken) ist ein Pumpspeicher-Stausee im Tal der Schwarza bei Häusern im Südschwarzwald.

## Geografie
Der Stausee Schwarzabruck liegt im Tal der Schwarza auf ca. 723 m ü. NN. Die Staustufe bzw. das Kraftwerk steht, trotz eigenem Namen Schwarzabruck, namentlich in Verbindung mit dem auf dem Bergrücken im Westen liegenden Ort Häusern (889 m ü. NN). Das Kraftwerk und ein Teil des Stausees liegen auf dem Gebiet der Gemeinde Häusern. Der größte Teil des Stausees liegt jedoch auf dem Gebiet der Gemeinde Schluchsee.
Auf dem Bergrücken im Osten liegt der Ort Staufen, Gemeinde Grafenhausen, dessen Gebiet auch bis nahe an den See reicht.
Von beiden Bergrücken führt eine Straße zum Stausee bzw. Kraftwerk. Die Straße durch das Schwarzatal ist nur bedingt zugänglich (Forstweg bzw. Werksstraße).

## Funktion

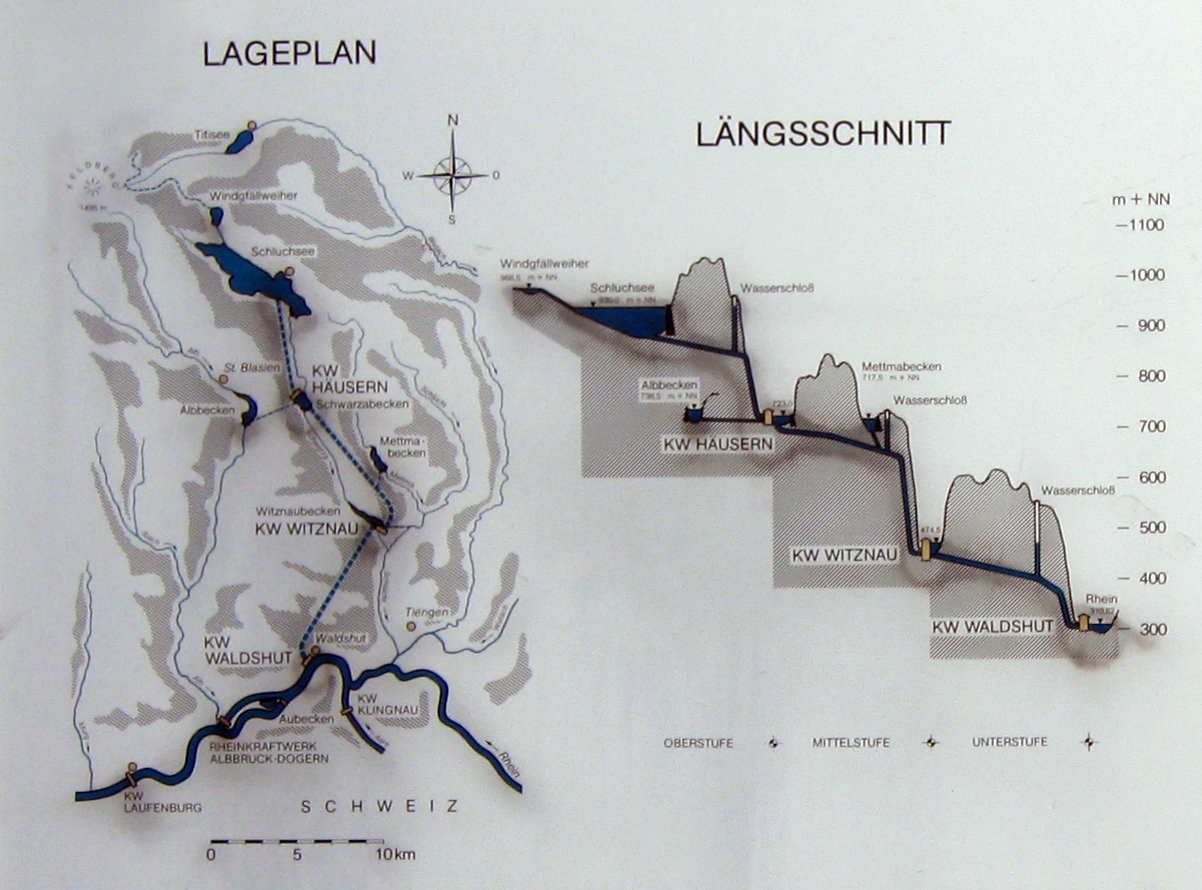
Die Werksgruppe Schluchsee auf einer Infotafel am Schluchsee

Der Stausee Schwarzabruck ist ein Teil des Pumpspeicher-Netzwerkes der Schluchseewerke AG (mit Sitz in Laufenburg (Baden)) zwischen dem Schluchsee und Rhein.
Die Talsperre übernimmt für die Oberstufe, das Pumpspeicherkraftwerk Häusern (Schwarzabruck), die Funktion des Unterbeckens mit dem Schluchsee als Oberbecken.
Gleichzeitig ist sie für die Mittelstufe, das Pumpspeicherkraftwerk Witznau, das Oberbecken mit dem Stausee Witznau, Gemeinde Ühlingen-Birkendorf, als Unterbecken.
Für die Unterstufe, das Kraftwerk Waldshut, bildet der Stausee Witznau als Oberbecken mit dem Rhein als natürliches Unterbecken (Rückstaubereich des Flusskraftwerkes Rheinkraftwerk Albbruck-Dogern AG (RADAG)).
Der Stausee Schwarzabruck wird in seiner Funktion von zwei weiteren Stauseen flankiert:
- Der Mettmastausee, der im Osten im Tal der Mettma liegt.
- Der Albstausee, der im Westen im Tal der Alb (südlich von St. Blasien) liegt.

## Technische Merkmale
Das Absperrbauwerk der Schwarzatalsperre ist eine 43 m hohe Gewichtsstaumauer.
Das gestaute Wasser wird im Kraftwerk Witznau zur Stromerzeugung genutzt. Dessen Nennleistung beträgt 220 MW.

## Namensgleiche Talsperre
Die gelegentlich auch Schwarzatalsperre genannte Talsperre an der Schwarza (Saale) in Thüringen ist die Talsperre Scheibe-Alsbach.